# Masada (gruppo musicale)
Masada è una band ma anche, in senso più ampio, un progetto musicale creato da John Zorn nei primi anni '90. L'intento è di combinare elementi e forme musicali della tradizione ebraica con la tradizione jazz, in particolare quella che fa riferimento al free-jazz di Ornette Coleman. Consiste in una collezione di circa 200 pezzi che fanno riferimento a delle regole armoniche mutuate dalle scale utilizzate nella musica tradizionale ebraica.

## Storia dei Masada
Il quartetto Masada originale era composto da John Zorn al sassofono, Dave Douglas alla tromba, Greg Cohen al contrabbasso e Joey Baron alle percussioni. Questo gruppo ha inciso dieci dischi in studio, ciascuno con il nome preso da una lettera dell'alfabeto ebraico; inoltre ha intrapreso una fitta serie di concerti, documentati da diversi live.
I pezzi del canzoniere Masada sono inoltre stati reinterpretati da diverse formazioni musicali, in particolare il Masada String Trio (un trio di archi) e il Bar Kokhba Sextet (una formazione che si potrebbe caratterizzare come un sestetto di musica da camera jazz). Altra formazione di rilievo è l'Electric Masada, che fornisce una lettura di questi pezzi in chiave jazz-rock.
Nel 2004 John Zorn ha iniziato a comporre una seconda serie di pezzi Masada, intitolata Masada Book Two, the Book of Angels. I titoli di queste composizioni sono in gran parte mutuati dalla demonologia ebraica e cristiana.

## Discografia

### Masada Quartet
- Masada: Alef (1994; DIW)
- Masada: Beit (1994; DIW)
- Masada: Gimel (1994; DIW)
- Masada: Dalet (1994; DIW)
- Masada: Hei (1995; DIW)
- Masada: Vav (1995; DIW)
- Masada: Zayin (1996; DIW)
- Masada: Heit (1996; DIW)
- Masada: Tet (1997; DIW)
- Masada: Yod (1997; DIW)
- First Live 1993 (2002; Tzadik)
- Live in Jerusalem 1994 (1997; Tzadik)
- Live in Taipei 1995 (1997; Tzadik)
- Live in Middelheim 1999 (1999; Tzadik)
- Live in Sevillia 2000 (2000; Tzadik)
- Live at Tonic 2001 (2001; Tzadik)
- 50th Birthday Celebration, Vol 7: Masada (2004; Tzadik)
- Sanhedrin (2005; Tzadik)

### Masada (altri arrangiamenti)
- Bar Kokhba (1996; Tzadik)
- The Circle Maker (1998; Tzadik)
- Masada Anniversary Edition Vol. 1: Masada Guitars (2003; Tzadik)
- Masada Anniversary Edition Vol. 2: Voices in the Wilderness (2003; Tzadik)
- Masada Anniversary Edition Vol. 3: The Unknown Masada (2003; Tzadik)
- Masada Anniversary Edition Vol. 4: Masada Recital (2004; Tzadik)
- Masada Anniversary Edition Vol. 5: Masada Rock (2005; Tzadik)
- 50th Birthday Celebration, Vol 1: Masada String Trio (2004; Tzadik)
- 50th Birthday Celebration, Vol 4: Electric Masada (2004; Tzadik)
- 50th Birthday Celebration, Vol 11: Bar Kokhba Sextet (2005; Tzadik)
- Electric Masada: At the Mountains of Madness (2005; Tzadik)

### Book Two: The Book Of Angels
- The Jamie Saft Trio plays Astaroth: Book of Angels Volume 1 (2005; Tzadik)
- Masada String Trio plays Azazel: Book of Angels Volume 2 (2005; Tzadik)
- Mark Feldman and Sylvie Courvoisier play Malphas: Book of Angels Volume 3 (2006; Tzadik)
- Koby Israelite plays Orobas: Book of Angels Volume 4 (2006; Tzadik)
- The Cracow Klezmer Band plays Balan: Book of Angels Volume 5 (2006; Tzadik)
- Uri Caine plays Moloch: Book of Angels Volume 6 (2006; Tzadik)
- Marc Ribot plays Asmodeus: Book of Angels Volume 7 (2007; Tzadik)
- Erik Friedlander plays Volac: Book of Angels Volume 8 (2007; Tzadik)
- Secret Chiefs 3 plays Xaphan: Book of Angels Volume 9 (2008; Tzadik)
- Bar Kokhba plays Lucifer: Book of Angels Volume 10 (2008; Tzadik)
- Medeski Martin & Wood plays Zaebos: Book of Angels Volume 11 (2008; Tzadik)
- Masada Quintet featuring Joe Lovano plays Stolas: Book of Angels Volume 12 (2009; Tzadik)
- Mycale sings Mycale: Book of Angels Volume 13 (2010; Tzadik)
- The Dreamers play Ipos: Book of Angels Volume 14 (2010; Tzadik)
- The Ben Goldberg Quartet plays Baal: Book of Angels Volume 15 (2010; Tzadik)
- Masada String Trio plays Haborym: Book of Angels Volume 16 (2010; Tzadik)
- Banquet of the Spirits plays Caym: Book of Angels Volume 17 (2011; Tzadik)
- David Krakauer plays Pruflas: Book of Angels Volume 18 (2011; Tzadik)
- Shanir Ezra Blumenkranz plays Abraxas: Book of Angels Volume 19 (2012; Tzadik)
- Pat Metheny plays Tap: Book of Angels Volume 20 (2013; Tzadik/Nonesuch)